# توب غير (موسم 23)
توب غير 23 (بالإنجليزية: Top Gear)‏ هو السلسلة الثالثة والعشرون للبرنامج التلفزيوني البريطاني الذي يهتم بالمركبات، توب جير، تم إنتاجه في المملكة المتحدة. بدأ عرضه في سنة 2016. عرض على بي بي سي تو. بلغ عدد حلقاته 6 حلقات، تم بث البرنامج لأول مرة بتاريخ 29 مايو 2016 بينما تم بث آخر حلقة منه بتاريخ 3 يوليو 2016. مقدمو البرنامج كريس إيفانز ومات لوبلان.